# Labena nigra
Labena nigra är en stekelart som beskrevs av Sievert Allen Rohwer 1920. Labena nigra ingår i släktet Labena och familjen brokparasitsteklar. Inga underarter finns listade i Catalogue of Life.